# 万魁桥
万魁桥位于浙江省湖州市南浔区双林镇北，化成桥西122米处。跨双林塘，为三孔石拱桥。2005年3月16日列入浙江省文物保护单位，2013年5月列入第七批全国重点文物保护单位。
万魁桥于康熙元年（1662年）环石，康熙八年（1669年）落成。乾隆五十五年（1790年）改建。至乾隆五十八年与化成桥同时落成。桥高6．8米，长51米，宽3．2米。两坡各有台阶40级。两侧置有素面栏板，桥顶凿成吴王靠，栏板末端安抱鼓石，栏板间嵌望柱24根。桥侧一对石柱上刻有楹联。